# میخائیل سالتیکوف-شچدرین
میخائیل یوگرافوویچ سالتیکوف-شچدرین (به روسی: Михаи́л Евгра́фович Салтыко́в-Щедри́н) ‏ (۱۸۲۶–۱۸۸۹) رمان‌نویس و طنزپرداز روسی بود.
برخی جملات و عبارات و نقل‌قول‌های وی بعدها در بعضی آثار ادبی نیز چاپ شد، از جمله کتاب «رز طلایی» اثر کنستانتین پائوستوفسکی.

## آثار
- تاریخ یک شهر (۷۰-۱۸۶۹)
- خاندان گالاولیف (خاندان گولولیون) (۷۶-۱۸۷۲)
- حکایت‌ها (۱۸۸۴)
- قصه برای بزرگسالان